# Sitke
Sitke is een plaats (község) en gemeente in het Hongaarse comitaat Vas. Sitke telt 681 inwoners (2001).
Sitke is bekend om het rockconcert dat er op de laatste zaterdag van augustus gehouden wordt. Dit is ontstaan uit de wens geld bijeen te brengen voor het renoveren van de kerk waarvoor het concert wordt gehouden.